# Fernwood (Île-du-Prince-Édouard)
Pour les articles homonymes, voir Fernwood.
Fernwood est une communauté dans le comté de Prince de l'Île-du-Prince-Édouard, Canada, au sud-est de Summerside.